# 武夷山方竹
武夷山方竹（学名：Chimonobambusa setiformis）为禾本科方竹属下的一个种。

## 扩展阅读
- 維基物種上的相關：武夷山方竹